# Nvu
Nvu là một phần mềm thiết kế website [chính xác hơn là web authoring system] với giao diện đồ họa giống như Microsoft FrontPage và Macromedia Dreamweaver. Đặc biệt đây là phần mềm mã nguồn mở và miễn phí. Phiên bản gần đây nhất là 1.0 ngày 28 tháng 6 năm 2005. Một phiên bản mới của Nvu được cập nhật và sửa lỗi có tên là KompoZer.

## Liên kết
Trang chính của Nvu và KompoZer